# Pescara Challenger 1988
Il Pescara Challenger 1988 è stato un torneo di tennis facente parte della categoria ATP Challenger Series nell'ambito dell'ATP Challenger Series 1988. Il torneo si è giocato a Pescara in Italia dal 22 al 28 agosto 1988 su campi in terra rossa.

## Vincitori

### Singolare
Josef Čihák ha battuto in finale  Gerardo Vacarezza con il punteggio di 6–4, 6–3

### Doppio
Ronnie Båthman /  Alessandro De Minicis hanno battuto in finale  Josef Čihák /  Richard Vogel con il punteggio di 4–6, 6–3, 6–3